# Diplotaxodon limnothrissa
Diplotaxodon limnothrissa è una specie di ciclidi haplochromini endemica del lago Malawi, e si trova in Malawi, Mozambico, e Tanzania . È presente in acque costiere e al largo, su scogliere e al di sopra della piattaforma rocciosa; ed è abbondante al di sopra della zona anossica. Si nutre di zooplancton e le femmine sono incubatrici orali. È probabilmente la specie di ciclidi più abbondante nel lago Malawi. Il nome specifico fa riferimento alla clupeide Limnothrissa miodon, la sardina del lago Tanganica, a cui questa specie somiglia in alcuni aspetti morfologici e biologici.